# 穆子斌

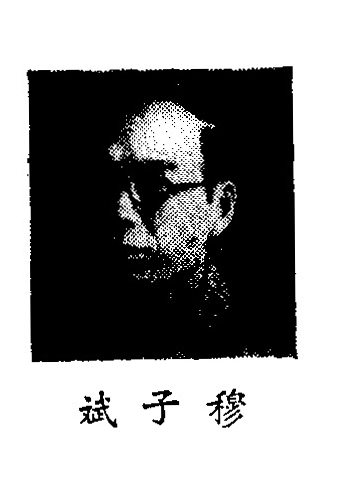

穆子斌（1892年—1949年9月2日）名全运，号子斌，以号行。湖北省宜昌县穆家店人。中华民国政治人物。

## 生平
穆子斌的父亲是穆达宏，曾任地主武装的“团总”，中华民国初年，经营穆恒发（大号）商店，资金达到20万银元。穆子斌早年入六一书院、夷陵中学学习。1916年，入武昌法政学堂。后来，转到北京朝阳大学学习法律。1921年，自费赴日本留学，入东京法政学堂。1925年结业归国，在北京谋得四川东部的巫溪县县长职务。但在赴任途中遇盗贼，财物遭劫，随行人员遭砍死，穆子斌躲在船舱内幸免，逃回宜昌，其父不让穆子斌再做官。
当时，杨森部驻扎宜昌，穆子斌乃担任杨森部参议，接办川军幕僚张遗珠办的《宜昌日报》，任《宜昌日报》社社长，该报为川军进行宣传。1926年，北伐军进驻宜昌，穆子斌将《宜昌日报》改名《正心报》，转而攻击北洋军阀及川军，获得北伐军支持。 1928年，穆家店的粮食及布匹涨价，导致宜昌与长阳交界处的农民四、五百人因愤怒而烧毁穆家店，穆子斌请求当地驻军镇压，打死了近百名农民。1930年春，赵铁公出任宜昌县县长，穆子斌停办《正心报》，另外创办《公报》，吹捧赵铁公。在《公报》上，将天官挢改称“公大挢”，一马路到天官挢溪口的一段马路称为 “大公路”，并在《公报》上发表题为《昔日愚公移山，今日铁公移岭》的文章，宣传赵铁公开挖桃花岭斜坡填南湖的功绩。1932年，赵铁公离开宜昌县，穆子斌将《公报》改为《快报》，1934年《快报》又改为《国民日报》，穆子斌一直任社长，吹捧蒋介石的“攘外必先安内”。1935年，依仗财势拉选票，当选宜昌县的制宪国民大会代表。选举时，90％选民未见到选票。1938年5月，任宜昌县救济院院长。1939年3月，《国民日报》与《三户日报》合并为《建国日报》，周曼云任社长，穆子斌自此脱离报界。日军攻占宜昌后，穆子斌赴重庆，1941年加入中国青年党，在重庆从事中国青年党党务活动。1945年11月，参加中国青年党第十次全国代表大会，当选中央委员。抗日战争胜利后，迁居南京。
1947年，自南京返宜昌，与族弟穆子静在宜昌发展大批中国青年党党员，并当选立法委员。同年，中国青年党在中国国民党的“联合政府”中获得农林部部长、经济部部长两席位，陈启天任经济部部长，穆子斌任经济部次长。1948年底，穆子斌随经济部迁到重庆，住在朝天门的私人宿舍。1949年9月2日，重庆发生大火，穆子斌全家除了其三子穆天钟逃出之外，包括穆子斌在内的其他人均被烧死。